# Cu o ușoară nostalgie
Cu o ușoară nostalgie este o poezie de Nichita Stănescu din volumul O viziune a sentimentelor, apărut în 1964. 
Nichita Stănescu a lărgit aria unui lirism individualizat, mai ales pe linia vizualului. Omul, în creația sa devine demiurg, spațial este nelimitat, distanța dintre om și univers dispare. Poetul devine creator, făcând universal într-o clipă, iar lumea o privește dintr-o lunetă ce colorează totul afectiv. 
Iubirea este un prilej de a descoperi cele mai simple lucruri.
Poezia „Cu o ușoara nostalgie” este o rememorare subiectiva a unei etape a marilor elanuri. Sub forma monologului adresat, eul 
matur privește în urmă cu beatitudine, recuperând afectiv vârsta de aur a tinereții. De aici derivă și „ușoară nostalgie”, stare
poetică diafană, care nu poartă încă stigmatul damnării sau tragismul luptei cu timpul.
Titlul poeziei „Cu o ușoară nostalgie” este un element de paratextualitate, alcătut dintr-o sintagmă: substantivul „nostalgie” și adjectivul „ușoară” antepus substantivului cu sens coordonativ. Titlul este în strânsă legătură cu textul poeziei întrucât rememorarea tinereții la vârsta maturității, determină sentimente de melancolie și tristețe datorate pierderii iremediabile 
a vârstei tinereții.
Amintirea, văzută ca retrăire a timpurilor începuturilor este redată în structura poeziei alcătuită din trei strofe, semn al 
perfecțiunii. Atrag atenția, fascinând, dar și deconcentrând cititorul, versul liber, sugestia, ambiguitatea, limbajul, având 
caracterul unui experiment poetic. Acest vers schimbă tonalitatea de odă și impune privirea din prezent spre trecut. Eul se 
adresează acelui „tu” ambiguizat prin substantivele la vocativ.
Tema poeziei „Cu o ușoară nostalgie” este trecerea timpului.
Elementele de prozodie sunt următoarele:
Poezia este alcătuită din trei catrene. Deosebirea de construcția clasică, în catrene, o dă prezența versului final, care are 
rol de a elibera ideea poetică de constrângerile rigide ale formei poeziei clasice. Versul final este o interogație retorică, de la 
care nu se așteaptă răspuns. Versurile au o rimă interioară și o rima exterioară, astfel dispusă: în prima strofă întâlnim rima 
încrucișată, în a doua strofă rima este amestecată, iar în ultima strofă este o rimă încrucișată. Ritmul reflectă trăirile poetice 
declanșate de rememorarea stării de odinioară. Măsura este variabilă, de la versul scurt, de patru silabe, la versuri mai ample, de 
14-15 silabe.
Utilizarea timpului prezent în ultimul vers („Ți-aduci aminte suflete de-atunci, tu, gândule?”) semnifică din punct de vedere a
relației dintre om și timp perspective ale prezentului asupra trecutului, rememorarea nostalgică a unei stări de vârste, și regretul
pentru trecerea ireversibilă a timpului. 
În incipitul poeziei se utilizează corelativele „cu cât...cu atât”, pentru a pune în evidență simultaneitatea a două fenomene
sugerate de alternanța întuneric – lumină, unul din planul obiectiv, al naturii, altul din planul subiectiv – uman. Momentul 
misterios al înserării, ca fenomen exterior, se produce treptat, pe măsură ce are loc în planul interior momentul iluminării, care 
exprimă o stare de grație, ancorarea în ideal și bucuria de a trăi o vârstă.
Poezia este o rememorare subiectivă a unei etape a propriei existențe, a unei vârste umane (adolescența sau tinerețea) perioadă a 
marilor elanuri și aspirații.
Versul final: „Ți-aduci aminte suflete de-atunci, tu, gândule?” schimbă tonalitatea de odă cu aceea elegiac și, impunând 
privirea din prezent spre trecut, dă o cheie de lectură a întregii poezii, ca rememorare nostalgică – amintire a stării de a fi a 
unei vârste anterioare, de-atunci. Acest vers impune eul ca instanță a comunicării în textul poetic, care se adresează autoritar 
acelui „ta” ambiguizat prin substantivul în vocativ, sugerând obținerea fericirii depline – presentimentul pierderii acesteia.
( "Limba și literatura română" Manual )